# Benno Teschke
Benno Teschke (* 1967) ist Professor für Theorien Internationaler Beziehungen an der University of Sussex. Er vertritt den Ansatz eines „politischen Marxismus“ und hat insbesondere mit dem 2003 erschienenen Buch The Myth of 1648: Class, Geopolitics and the Making of Modern International Relations (deutsch 2007) international für Aufsehen gesorgt. Für dieses wurde er 2003 mit dem Deutschen Memorial Prize ausgezeichnet.

## Theoretische Positionen
Sein Analyseansatz für geopolitische Systeme geht von den gesellschaftlichen Eigentumsverhältnissen aus und lehnt den „Primat der Außenpolitik“ ab. Die zentrale These seines Buches besteht in der Kritik des „Mythos 1648“, also der Behauptung, mit dem Westfälischen System sei das System moderner Nationalstaaten entstanden. Dagegen, so Teschke, müsse ein doppelter Übergang vom Feudalismus zum modernen Staatensystem konstatiert werden: Es gebe einen Übergang vom Feudalismus zum „Pluriversum“ dynastisch-vormoderner Staaten auf dem europäischen Kontinent. Für diesen Übergang stehe das Datum 1648. Und es gebe einen Übergang von diesem System dynastischer Staaten zum modernen Staatensystem. Diese Umwandlung geschehe ausgehend vom im 17. Jahrhundert einsetzenden englischen Kapitalismus.
Während die spezifische Form moderner Staaten (Gewaltmonopol, Trennung von Gewalt und Aneignung, Entpersonalisierung des Herrschaftsbesitzes, Entstehung einer Marktökonomie) aus den Eigentumsverhältnissen der Trennung der unmittelbaren Produzenten von ihren Produktionsmitteln zu erklären sei (und nicht aus dem Absolutismus der Staaten des Westfälischen Systems), könne die spezifische Struktur der Territorialstaatlichkeit in Europa nicht aus dem Kapitalismus erklärt werden und sei aus der ersten Transformation (Feudalismus in dynastische Territorien) zu erklären.